# Fetichismo das pernas

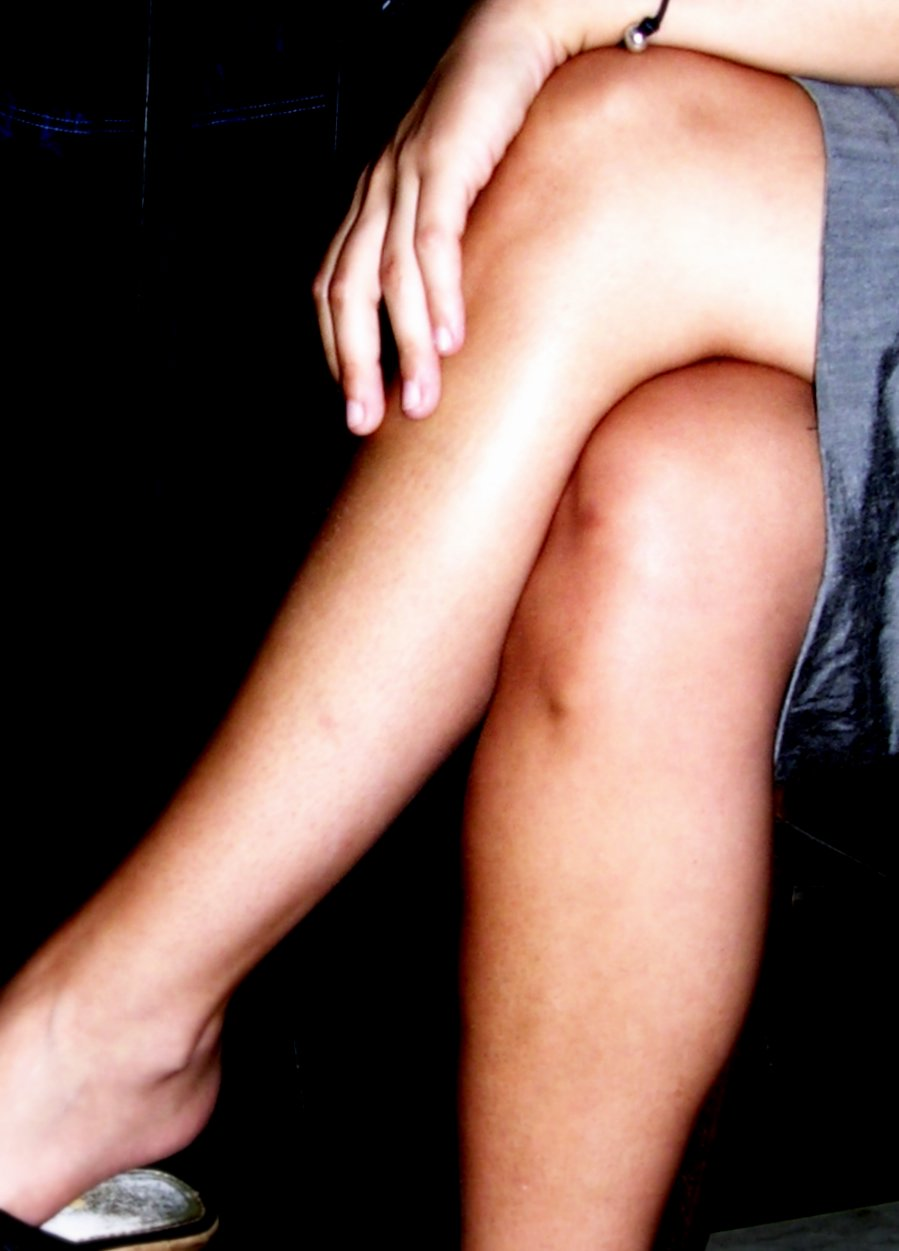
Pernas de mulher.

Fetichismo das pernas ou crurofilia é o fetiche sexual por pernas. Os indivíduos podem experimentar uma atração sexual por uma área específica, como coxas, joelhos ou panturrilhas. A crurofilia é frequentemente relacionada a outros fetiches no que diz respeito às preferências de vestuário; as pessoas com um fetiche por pernas podem querer ver peças de vestuário específicas, como shorts, saias, botas até a coxa ou meias.

## Características
Um fetiche por pernas é um parcialismo em que o indivíduo se sente sexualmente atraído pelas pernas de outro. Expressões comuns dessa atração podem incluir interação física íntima com as pernas ou simplesmente agir como uma fantasia a ser admirada de longe.
Os fetiches por pernas são elucidados pelas rigorosas expectativas impostas às mulheres. A fim de estar em conformidade com os padrões da sociedade ocidental, as mulheres são incentivadas a depilar as pernas e usar amaciadores, para uma aparência mais limpa e mais feminina. Os homens que pretendem ter crurofilia tendem a ver as pernas como a parte mais atraente do corpo feminino devido à sua natureza provocadora e sedutora.
Embora esses tipos de fetiches estejam tipicamente associados aos homens, eles não são um fenômeno específico do gênero. Um estudo de 2008 realizado por pesquisadores da Universidade de Wroclaw, na Polônia, analisou 200 voluntários masculinos e femininos. Os participantes foram apresentados a imagens de pessoas com a mesma altura, mas com diferentes comprimentos de perna. A pesquisa concluiu que homens e mulheres acham as pernas mais longas atraentes; a maioria preferiu as pernas 5% maiores que a média, sendo que o comprimento ideal das pernas femininas foi 1,4 vezes o comprimento da parte superior do corpo. Conforme declarado pelo pesquisador principal, "existem boas razões evolutivas para a preferência. Pernas longas são indicativos de boa saúde". Martie Haselton, professora de psicologia associativa da UCLA, disse: "Pernas são algo que sabemos que os homens preferem em pares. A novidade nesta pesquisa é que as mulheres preferem que seus parceiros tenham pernas mais longas". Embora o comprimento das pernas nem sempre seja um sinal de boa saúde, as pessoas tendem a preferir pernas mais longas para uma aparência mais atraente.

## Antecedentes históricos e culturais
As áreas do corpo consideradas sexualmente desejáveis são afetadas pelas normas sociais contemporâneas e códigos de vestimenta. Uma parte substancial dos homens vitorianos ostentava um fetiche por joelhos ou tornozelos. Isso se deve à modéstia do século XIX, que considerou escandalosas as pernas nuas em público.
Na era moderna, os fetiches por pernas costumam se manifestar como subproduto subconsciente da mídia ocidental. Enquanto muitas outras culturas, particularmente no Oriente Médio, consideram escandalosa a exibição pública das pernas, a grande maioria da cultura ocidental normalizou a exibição das pernas. Em muitos países, shorts que atingem o joelho ou abaixo dele são considerados suficientemente modestos. No entanto, grande parte da mídia ocidental promove a visualização de coxas femininas. Um estudo sobre imagens sexuais em anúncios de revistas descobriu que, em 2003, 78% das mulheres em anúncios de revistas eram vestidas sexualmente, muito atribuível à categoria de "shorts muito curtos". É essa interação consistente com a mídia que alguns atribuem ao fetichismo das pernas.
A ampla aceitação social das mulheres que mostram as pernas em público pode afetar subconscientemente as percepções dos homens. Em um estudo de 1981, homens e mulheres classificaram suas primeiras impressões de candidatas em 12 roupas. O estudo confirmou que "os indivíduos do sexo masculino consideraram os modelos femininos mais atraentes fisicamente e mais agradáveis em shorts curtos e saias curtas em comparação com comprimentos regulares".

## Em média
A música "Legs", do trio de americano de rock ZZ Top, de 1983, é dedicada às pernas femininas.
No anime Speed Grapher, de 2005, o Chefe Ekoda, do Departamento de Polícia de Tóquio, tem um fetiche extremo por pernas, assassinando e cortando as pernas de várias mulheres e exibindo-as em sua casa. Eventualmente, ele é morto pelas coxas da policial Ginza.
Em City Hunter, Ryo Saeba gosta das pernas de Kaori Makimura.

Em Teen Titans Go!, o episódio "Legs" mostra fortemente as pernas de Ravena depois que ela abandona sua capa, para deleite de Mutano. Ela logo se veste como uma nova persona de super-herói, Lady Legasus.